# Johann Leithner
Johann Leithner (??? – 12. ledna 1857) byl rakouský politik německé národnosti z Dolních Rakous, během revolučního roku 1848 poslanec Říšského sněmu.

## Biografie
Roku 1849 se uvádí jako Johann Leithner, majitel dvora v Grunddorfu.
Během revolučního roku 1848 se zapojil do veřejného dění. Ve volbách roku 1848 byl zvolen i na ústavodárný Říšský sněm. Zastupoval volební obvod Stockerau. Tehdy se uváděl coby majitel dvora. Řadil se ke sněmovní levici.
Jistý Johann Leithner, majitel hospodářství čp. 23 v Grunddorfu (pozemková kniha v Oberwölblingu), zemřel v lednu 1857.